# 浅裂冤葵
浅裂冤葵（学名：Eranthis lobulata）为毛茛科菟葵属下的一个种。

## 扩展阅读
- 維基物種上的相關：浅裂冤葵